# JScript
JScript là một ngôn ngữ kịch bản (scripting language) của Microsoft được tạo nên dựa trên chuẩn ECMAScript . JScript chủ yếu được sử dụng ở những ứng dụng có hỗ trợ Windows Script, như Internet Explorer, Active Server Pages, và Windows Script Host.
JScript được ứng dụng lần đầu tiên vào tháng 8 năm 1996 trên trình duyệt Internet Explorer 3.0. Phiên bản hiện tại là JScript 9.0 (trên Internet Explorer 9). Đến phiên bản thứ 10 , JScript chuyển sang nền tảng.NET nên được gọi là JScript.NET. JScript.NET về cơ bản cũng được xây dựng dựa trên chuẩn ECMAScript, bổ sung một số tính năng mới từ phiên bản thứ tư của chuẩn này, và được biên dịch dựa trên .NET Framework phiên bản 2 hoặc 4.

## Lịch sử các phiên bản

### JScript
| Phiên bản | Ngày    | Được giới thiệu cùng với                             | Được dựa trên                                              | Bản JavaScript tương đương |
| --------- | ------- | ---------------------------------------------------- | ---------------------------------------------------------- | -------------------------- |
| 1.0       | 8/1996  | Internet Explorer 3.0                                | Netscape JavaScript                                        | 1.0                        |
| 2.0       | 1/1997  | Windows IIS 3.0                                      | Netscape JavaScript                                        | 1.1                        |
| 3.0       | 10/1997 | Internet Explorer 4.0                                | ECMA-262 1st edition                                       | 1.3                        |
| 4.0       |         | Visual Studio 6.0 (as part of Visual InterDev)       | ECMA-262 1st edition                                       | 1.3                        |
| 5.0       | 3/1999  | Internet Explorer 5.0                                | ECMA-262 2nd edition                                       | 1.4                        |
| 5.1       |         | Internet Explorer 5.01                               | ECMA-262 2nd edition                                       | 1.4                        |
| 5.5       | 7/2000  | Internet Explorer 5.5 & Windows CE 4.2               | ECMA-262 3rd edition                                       | 1.5                        |
| 5.6       | 10/2001 | Internet Explorer 6.0 & Windows CE 5.0               | ECMA-262 3rd edition                                       | 1.5                        |
| 5.7       | 11/2006 | Internet Explorer 7.0                                | ECMA-262 3rd edition + ECMA-327 (ES-CP)                    | 1.5                        |
| 5.8       | 3/2009  | Internet Explorer 8.0 & Internet Explorer Mobile 6.0 | ECMA-262 3rd edition + ECMA-327 (ES-CP) + JSON (RFC 4627)3 | 1.5                        |
| 9.0       | 3/2011  | Internet Explorer 9.0                                | ECMA-262 5th edition                                       | 1.8.1                      |

### JScript.NET
| Phiên bản | Nền tảng        | Ngày      | Được giới thiệu cùng với    | Được dựa trên        |
| --------- | --------------- | --------- | --------------------------- | -------------------- |
| 7.0       | Desktop CLR 1.0 | 5/1/2002  | Microsoft.NET Framework 1.0 | ECMA-262 3rd edition |
| 7.1       | Desktop CLR 1.1 | 1/4/2003  | Microsoft.NET Framework 1.1 | ECMA-262 3rd edition |
| 8.0       | Desktop CLR 2.0 | 7/11/2005 | Microsoft.NET Framework 2.0 | ECMA-262 3rd edition |
| 10.0      | Desktop CLR 4.0 | 3/8/2010  | Microsoft.NET Framework 4.0 | ECMA-262 3rd edition |

## So sánh với JavaScript
JScript hỗ trợ một số tính năng không có trong JavaScript. Tuy nhiên việc phát triển JScript cơ bản là dựa trên chuẩn ECMAScript, và kể từ phiên bản thứ 5 trở đi của chuẩn này thì những bất đồng trong việc tương thích giữa 2 ngôn ngữ JavaScript và JScript đã được loại bỏ.
Điểm khác biệt lớn nhất giữa 2 ngôn ngữ là JScript hỗ trợ thêm việc truy xuất đến ActiveX và các tiện ích để thao tác với máy tính cục bộ.
Theo lời giải thích của một chuyên gia JavaScript Douglas Crockford trong buổi nói chuyện với tựa đề là The JavaScript Programming Language rằng:
Microsoft did not want to deal with Sun about the trademark issue, and so they called their implementation JScript. A lot of people think that JScript and JavaScript are different but similar languages. That's not the case. They are just different names for the same language, and the reason the names are different was to get around trademark issues.

tạm dịch:
Microsoft không muốn thương lượng vấn đề bản quyền với Sun nên đã gọi ngôn ngữ của họ là JScript. Một số người nghĩ rằng JScript và JavaScript những ngôn ngữ tương tự nhưng hoàn toàn khác nhau. Tuy nhiên, điểm chính ở đây là chúng chỉ khác nhau về cái tên, và lý do để giải thích sự khác nhau đó là một cách né tránh các vấn đề về bản quyền.